# Жіноча збірна Японії з футболу
Жіноча збірна Японії з футболу (яп. なでしこ ジャパン) — національна збірна Японії з футболу, яка виступає на футбольних турнірах серед жінок. Контролюється Асоціацією футболу Японії. Єдина азійська збірна, яка ставала чемпіоном світу. Срібний призер Олімпіади 2012 року.

## Історія

### 1970— 1980-ті
У 1970-х роках жіночий футбол почав набирати популярність в Японії. Число команд збільшувалася і в різних регіонах країни проводилися свої чемпіонати. 1980 року вперше був проведений національний чемпіонат, відомий також як Кубок Імператриці.
1981 року національна збірна провела перший матч у своїй історії. Гра проти збірної Китайського Тайбею пройшла в Гонконгу й завершилася поразкою з рахунком 0:1. Після цього під прапором національної команди свої матчі проводили збірні різних регіональних ліг.
1986 року на пост головного тренера збірної був призначений Рьохей Судзукі, під керівництвом якого збірна дійсно стала національною.
1989 року була заснована професійна «Л-Ліга». 1991 року збірна Японії посіла друге місце на Кубку Азії й отримала право брати участь у першому чемпіонаті світу. На чемпіонаті світу збірна програла всі три матчі та посіла останнє місце в групі.
1995 року збірна знову пробилася на чемпіонат світу, що проходив у Швеції. 7 червня 1995 року японки здобули першу перемогу на світовій першості — з рахунком 2:1 вони обіграли збірну Бразилії. В 1/4 фіналу Японія програла США.
1996 року збірна взяла участь в Олімпіаді в Атланті.

### Криза та відродження
1999 року збірна невдало виступила на чемпіонаті світу, а також не зуміла кваліфікуватися на Олімпіаду 2000. Після цього в країні понизився інтерес до футболу і скоротилась кількість команд Л.Ліги.
2002 року на пост головного тренера збірної був запрошений Ейдзі Уеда, під керівництвом результати почали поліпшуватися. Відвідуваність стадіонів залишалася не дуже високою, але рейтинг телевізійних трансляцій почав рости.
2003 року команда виступила на чемпіонаті світу, посівши третє місце в групі, здобувши одну перемогу (6:0 над Аргентиною).
2004 року команда пробилася на Олімпіаду в Афінах, де дійшла до 1/4 фіналу.
Для підвищення інтересу до збірної, Футбольна Асоціація оголосила конкурс для вибору прізвиська команди. 7 липня 2004 було оголошено, що офіційним прізвищем команди стане Nadeshiko (гвоздика), що є відсиланням до поняття Ямато-надесіко.
Наступний чемпіонат світу, 2007 року, також завершився для збірної невдало: третім місцем в груповому турнірі.

### Золотий період

#### Чемпіонат світу 2011
2010 року Японія посіла третє місце на Кубку Азії й отримала право на участь у чемпіонаті світу, який став для команди тріумфальним.
Груповий турнір команда розпочала з перемоги над Новою Зеландією з рахунком 2:1. У другому турі з рахунком 4:0 була розгромлена Мексика, а Хомаре Сава відзначилась хет-триком.
В останньому матчі групового турніру японки програли Англії з рахунком 0:2, посівши друге місце в групі і вийшовши до плей-оф.
В 1/4 фіналу Японія в доданий час з рахунком 1:0 перемогла чинних чемпіонок світу та господарок турніру — Німеччину. Переможний м'яч на 108-й хвилині забила Карина Маруяма.
У півфіналі з рахунком 3:1 були обіграні інші фаворитки турніру — збірна Швеції.
У фіналі японки зустрілися з однією з найсильніших команд — збірною США. Основний час матчу завершився внічию 1:1. У додатковий час команди також обмінялися голами і зустріч завершилася з рахунком 2:2. У серії пенальті точнішими виявилися представниці Азії, які здобули перемогу з рахунком 3:1.
Лідер збірної Хомаре Сава отримала «Золотий бутс» як найкраща бомбардирка чемпіонату, а також приз найкращій гравчині турніру.

#### Літні Олімпійські ігри 2012
Через шість місяців після тріумфу на світовому чемпіонаті, у вересні 2011 року, японки посіли перше місце у кваліфікаційному турнірі до Олімпіади.
У груповому турнірі була обіграна команда Канади, матчі з командами Швеції та ПАР завершилися внічию.
В 1/4 фіналу Японія вибила Бразилію (2:0), а в півфіналі здобула перемогу з рахунком 2:1 над Францією.
Фінал на стадіоні «Вемблі» завершився перемогою збірної США з рахунком 2:1, дубль зробила Карлі Ллойд. Японія стала срібним призером.

#### Кубок Азії 2014
2014 року Японія виграла ще один трофей, вперше в своїй історії перемігши на Кубку Азії.
На груповій стадії турніру були розгромлені В'єтнам і Йорданія, гра проти Австралії завершилася нічиєю.
У півфіналі в додатковий час була обіграна команда Китаю, а в фіналі з рахунком 1:0 — Австралія. Переможний м'яч записала на свій рахунок Адзуса Івасімідзу.

#### Чемпіонат світу з футболу 2015
Захист титулу на чемпіонаті світу в Канаді, збірна Японії почала з перемоги над Швейцарією з рахунком 1:0. Потім були обіграні Камерун і Еквадор (2:1 і 1:0, відповідно).
В 1/8 фіналу була здобута перемога над Нідерландами з рахунком 2:1. У чвертьфіналі завдяки голу Мани Івабуті японки обіграли Австралію (1:0).
У драматичному півфіналі Японія переграла Англію з рахунком 2:1. Переможний м'яч на другій доданій хвилині в свої ворота забила Лора Бассетт.
У фіналі, як і 2011 року, японки зустрілися з командою США. На цей раз американки виявилися сильнішими, здобувши перемогу з рахунком 5:2.
Захисниця збірної Саорі Арійосі увійшла до символічної збірної чемпіонату.

## Міжнародні турніри

### Чемпіонат світу
| Рік    | Результат      | Матчі | В  | Н | П  | МЗ | МП |
| ------ | -------------- | ----- | -- | - | -- | -- | -- |
| 1991   | груповий раунд | 3     | 0  | 0 | 3  | 0  | 12 |
| 1995   | груповий раунд | 4     | 1  | 0 | 3  | 2  | 8  |
| 1999   | груповий раунд | 3     | 0  | 1 | 2  | 1  | 10 |
| 2003   | груповий раунд | 3     | 1  | 0 | 2  | 7  | 6  |
| 2007   | груповий раунд | 3     | 1  | 1 | 1  | 3  | 4  |
| 2011   | чемпіони       | 6     | 4  | 1 | 1  | 12 | 6  |
| 2015   | віце-чемпіони  | 7     | 6  | 0 | 1  | 11 | 8  |
| 2019   | 1/8 фіналу     | 4     | 1  | 1 | 2  | 3  | 5  |
| 2023   | чвертьфінал    | 5     | 4  | 0 | 1  | 15 | 2  |
| Усього | 9/9            | 38    | 18 | 4 | 16 | 54 | 61 |

### Олімпійські ігри
| Рік    | Результат          | Матчі              | В                  | Н                  | П                  | МЗ                 | МП                 |
| ------ | ------------------ | ------------------ | ------------------ | ------------------ | ------------------ | ------------------ | ------------------ |
| 1996   | раунд 1            | 3                  | 0                  | 0                  | 3                  | 2                  | 9                  |
| 2000   | не кваліфікувалась | не кваліфікувалась | не кваліфікувалась | не кваліфікувалась | не кваліфікувалась | не кваліфікувалась | не кваліфікувалась |
| 2004   | чвертьфінал        | 3                  | 1                  | 0                  | 2                  | 2                  | 3                  |
| 2008   | 4-тє місце         | 6                  | 2                  | 1                  | 3                  | 11                 | 10                 |
| 2012   | 2-ге місце         | 6                  | 3                  | 2                  | 1                  | 7                  | 4                  |
| 2016   | не кваліфікувалась | не кваліфікувалась | не кваліфікувалась | не кваліфікувалась | не кваліфікувалась | не кваліфікувалась | не кваліфікувалась |
| 2020   | чвертьфінал        | 4                  | 1                  | 1                  | 2                  | 3                  | 5                  |
| 2024   | чвертьфінал        | 4                  | 2                  | 1                  | 1                  | 6                  | 5                  |
| Усього | 6/8                | 26                 | 9                  | 5                  | 12                 | 31                 | 36                 |

### Кубок Азії
| Рік    | Результат       | Матчі           | В               | Н               | П               | МЗ              | МП              |
| ------ | --------------- | --------------- | --------------- | --------------- | --------------- | --------------- | --------------- |
| 1975   | не брала участі | не брала участі | не брала участі | не брала участі | не брала участі | не брала участі | не брала участі |
| 1977   | груповий раунд  | 2               | –               | –               | 2               | 0               | 8               |
| 1979   | не брала участі | не брала участі | не брала участі | не брала участі | не брала участі | не брала участі | не брала участі |
| 1981   | груповий раунд  | 3               | 1               | 0               | 2               | 1               | 3               |
| 1983   | не брала участі | не брала участі | не брала участі | не брала участі | не брала участі | не брала участі | не брала участі |
| 1986   | віце-чемпіони   | 4               | 2               | 0               | 2               | 14              | 4               |
| 1989   | 3-тє місце      | 5               | 4               | 0               | 1               | 37              | 1               |
| 1991   | віце-чемпіони   | 6               | 4               | 1               | 1               | 27              | 6               |
| 1993   | 3-тє місце      | 5               | 4               | 0               | 1               | 29              | 4               |
| 1995   | віце-чемпіони   | 5               | 4               | 0               | 1               | 27              | 3               |
| 1997   | 3-тє місце      | 5               | 4               | 0               | 1               | 33              | 1               |
| 1999   | 4-тє місце      | 6               | 4               | 0               | 2               | 36              | 6               |
| 2001   | віце-чемпіони   | 6               | 4               | 0               | 2               | 30              | 5               |
| 2003   | 4-тє місце      | 6               | 4               | 0               | 2               | 34              | 4               |
| 2006   | 4-тє місце      | 5               | 3               | 0               | 2               | 19              | 6               |
| 2008   | 3-тє місце      | 5               | 3               | 0               | 2               | 19              | 7               |
| 2010   | 3-тє місце      | 5               | 4               | 0               | 1               | 16              | 2               |
| 2014   | чемпіони        | 5               | 4               | 1               | 0               | 16              | 3               |
| 2018   | чемпіони        | 5               | 3               | 2               | 0               | 9               | 2               |
| 2022   | 3-тє місце      | 5               | 3               | 2               | 0               | 18              | 3               |
| Усього | 17/20           | 83              | 55              | 6               | 22              | 373             | 68              |

## Досягнення
- Чемпіонат світу : 
  -  Золото (1):  2011
  -  Срібло (1):  2015
- Кубок Азії : 
  -  Чемпіон (2):  2014, 2018
  -  Срібло (4): 1986, 1991, 1995, 2001
  -  Бронза (6): 1989, 1993, 1997, 2008, 2010, 2022
- Олімпійскі ігри: 
  -  Срібло (1):  2012